# Rosie Scott
Rosie Scott (n. 22 martie 1948, Wellington, Noua Zeelandă – d. 4 mai 2017, Blue Mountains, Noul Wales de Sud, Australia) a fost o scriitoare neozeelandeză care a trăit în Australia, la Sydney.

## Operă

### Romane
- Glory Days (1988)
- Nights with Grace (1990)
- Feral City (1992)
- Lives on Fire (1993)
- Movie Dreams (1995)
- Faith Singer (2003)